# Mont Turia
Le mont Turia (3 646 m) est un sommet situé dans la Vanoise, dans la partie septentrionale du massif, à la limite des communes de Peisey-Nancroix et de Villaroger.

## Itinéraires actuels
- Par le grand col, du sommet, on peut rejoindre le mont Pourri par son arête nord
- Par le col des Roches, via le Glacier du Geay
- Par sa face nord (Glacier du Turia) AD, 800 m à 45/50°
- Par sa face nord-est, AD+, goulottes de 50/55°. Première ascension par M. et M. Gaidet, le 16 septembre 1994.

## Montagnes environnantes
- Mont Pourri
- Aiguille du Saint-Esprit
- Aiguille Rouge
- Dôme de la Sache
- Dôme des Platières